# Таз (река)
Таз е голяма река в Азиатската част на Русия, Западен Сибир, Ямало-Ненецки автономен окръг, Тюменска област, вливаща се в Тазовския залив (източно разклонение на Обския залив) на Карско море.
Дължината ѝ е 1401 km, което ѝ отрежда 29-о по дължина сред реките на Русия
Река Таз се образува от сливането на две безименни малки реки, на 139 m н.в., в централната част на Горнотазовското възвишение (източната, най-висока част на Сибирските Ували), в крайната югоизточна част на Ямало-Ненецкия автономен окръг на Тюменска област. По цялото си протежение реката тече през най-източната част на Западносибирската равнина в широка и заблатена долина с множество меандри (коефициент 2,308), старици, ръкави и непостоянни пясъчни острови. В най-горното течение реката тече на североизток, а след това на протежение от 146 km – на север, като служи за граница между Тюменска област и Красноярски край. По-нататък Таз има западно направление, след устието на река Ватилка – северно до село Сидоровск, а последните 250 km – северозападно. Таз образува голяма делта, чрез която се влива в крайната югоизточна част на Тазовския залив (източно разклонение на Обския залив) на Карско море.
В средното и долно течение на реката ширината на долината ѝ е около и над 20 km, като левият склон е слабо изразен в релефа и много полегат, а десният е по-стръмен. Таз има добре развита двустранна заливна тераса, която е неравномерно разположена от двете страни на руслото на реката. лявата заливна тераса е много равна и ширина до 4 km, а дясната е широка до 16 km и изобилства с по-малки и по-големи езера. В горното течение руслото е широко около 80 m, в средното – около 400 m, а в долното достига 1 km. Дълбочината се изменя от 0,8 до 3 m в горното течение до 10-14,5 m в долното течение. Средният наклон е едва 0,099 m/km и в тази връзка е и малката скорост на течението – от 0,2 до 0,5 m/s в различните участъци.
Водосборният басейн на Таз заема площ от 150 хил. km2 и обхваща големи части от Ямало-Ненецкия автономен окръг и малка част от Красноярски край. В басейна на реката има множество ручеи, реки, протоци, блата и езера. Общо във водосборния басейн на Таз има 8120 реки, от които над 7200 (89%) са с дължина под 10 km, около 900 с дължина от 10 до 50 km, 59 – от 51 до 100 km и 52 – над 100 km. Гъстотата на речната мрежа възлиза на 0,35 km/km2.
Границите на водосборния басейн на реката са следните:
- на север – водосборния басейн на река Месояха, вливаща се в Тазовския залив на Карско море;
- на изток – водосборния басейн на река Енисей, вливаща се в Енисейския залив на Карско море;
- на юг – водосборния басейн на река Об.
- на запад – водосборния басейн на река Пур, вливаща се в Тазовския залив на Карско море;

Река Таз получава стотици притоци, като 27 са с дължина над 100 km:
- 1245 ← Диндовски Таз 106 / 1990
- 1099 ← Кондики 108 / 1510
- 970 → Рата 246 / 3470, при село Рата
- 913 → Поколка 260 / 3710
- 876 ← Голяма Ширта 306 / 10200
- 873 ← Малка Ширта 102 / 1250
- 830 → Каралка 273 / 5440, при село Кикиаки
- 792 → Ватилка 273 / 4780
- 755 → Кипакиталки 107 / 730
- 723 → Толка 391 / 13300, при село Толка
- 693 ← Печалки 181 / 2500, при рибарското селище Печалки
- 555 → Часелка 295 / 12100
- 513 ← Сипалки 195 / 1600
- 486 ← Пекилки 209 / 2060
- 429 ← Хетилки 272 / 2690
- 412 ← Худосей 409 / 11200
- 380 ← Парусовая 211 / 200
- 354 → Варка-Силки 249 / 5760
- 338 ← Ундаки 103 / 933
- 321 → Кипасилки 2142 / 543
- 297 → Веярмолки 169 / 1190
- 190 ← Руская (Луцеяха) 280 / 5140
- 163 → Хеяха 158 / 2020
- → Голяма Тотидеотаяха 239 / —
- → Юредейяха 227 / 2680
- → Лимбяяха 139 / 1430
- 45 → Лукаяха 126 / 1160

Подхранването на реката е смесено, като преобладава снежното (54%), а голям дял и подземното (27%). Пълноводието на реката в горното течение продължава от края на април до септември, а в долното – от края на май до септември, като през този период протича около 60% от общия годишен отток, през лятото и есента 21%, зимата 19%. Най-многоводен е месец юни когато протича около 40% от годишния отток. През различните периоди от годината колебанието на речното ниво в горното и средно течение е около 6 m, а в долното – 3 m. В последните 200 km от течението на реката поради много малката скорост на течение и силните ветрове духащи от Тазовския залив на Карско море се наблюдава обратно течение на реката. Среден годишен отток на 357 km от устието 930 m3/s (в устието – около 1450 m3/s), максимален – 6630 m3/s, минимален – 157 m3/s. Общият годишен отток възлиза на 49,196 km3. Замръзва през октомври, а се размразява в края на май или началото на юни.
По течението на Таз са разположени само осем постоянни населени места, в т.ч. селата Красноселкуп и Тазовски, които са районни центрове.
Целогодишно реката е плавателно на 400 km от устието до село Красноселкуп, а при високи води – на 798 km от устието до село Толка. Навигационният период по реката е 107-109 денонощия.